# Lindemann (Band)/Diskografie
Diese Diskografie ist eine Übersicht über die musikalischen Werke des deutsch-schwedischen Metal-Projektes Lindemann. Den Schallplattenauszeichnungen zufolge verkaufte es bisher mehr als 200.000 Tonträger. Seine erfolgreichsten Veröffentlichungen sind die Studioalben Skills in Pills und F & M mit je über 100.000 verkauften Einheiten.

## Alben

### Studioalben
| Jahr | Titel Musiklabel                   | Höchstplatzierung, Gesamtwochen, AuszeichnungChartplatzierungen (Jahr, Titel, Musiklabel, Platzierungen, Wochen, Auszeichnungen, Anmerkungen) | Höchstplatzierung, Gesamtwochen, AuszeichnungChartplatzierungen (Jahr, Titel, Musiklabel, Platzierungen, Wochen, Auszeichnungen, Anmerkungen) | Höchstplatzierung, Gesamtwochen, AuszeichnungChartplatzierungen (Jahr, Titel, Musiklabel, Platzierungen, Wochen, Auszeichnungen, Anmerkungen) | Höchstplatzierung, Gesamtwochen, AuszeichnungChartplatzierungen (Jahr, Titel, Musiklabel, Platzierungen, Wochen, Auszeichnungen, Anmerkungen) | Höchstplatzierung, Gesamtwochen, AuszeichnungChartplatzierungen (Jahr, Titel, Musiklabel, Platzierungen, Wochen, Auszeichnungen, Anmerkungen) | Höchstplatzierung, Gesamtwochen, AuszeichnungChartplatzierungen (Jahr, Titel, Musiklabel, Platzierungen, Wochen, Auszeichnungen, Anmerkungen) | Anmerkungen                                                 |
| Jahr | Titel Musiklabel                   | DE | AT | CH | UK | US | SE | Anmerkungen                                                 |
| ---- | ---------------------------------- | --- | --- | --- | --- | --- | --- | ----------------------------------------------------------- |
| 2015 | Skills in Pills Warner Music (WMG) | DE1 Gold · (16 Wo.)DE | AT3 (10 Wo.)AT | CH2 (13 Wo.)CH | UK35 (1 Wo.)UK | US144 (1 Wo.)US | SE27 (1 Wo.)SE | Erstveröffentlichung: 19. Juni 2015 Verkäufe: + 100.000     |
| 2019 | F & M Vertigo Records (UMG)        | DE1 Gold · (36 Wo.)DE | AT3 (15 Wo.)AT | CH3 (15 Wo.)CH | UK85 (1 Wo.)UK | — | SE23 (1 Wo.)SE | Erstveröffentlichung: 22. November 2019 Verkäufe: + 100.000 |

### Livealben
| Jahr | Titel Musiklabel                     | Höchstplatzierung, Gesamtwochen, AuszeichnungChartplatzierungen (Jahr, Titel, Musiklabel, Platzierungen, Wochen, Auszeichnungen, Anmerkungen) | Höchstplatzierung, Gesamtwochen, AuszeichnungChartplatzierungen (Jahr, Titel, Musiklabel, Platzierungen, Wochen, Auszeichnungen, Anmerkungen) | Höchstplatzierung, Gesamtwochen, AuszeichnungChartplatzierungen (Jahr, Titel, Musiklabel, Platzierungen, Wochen, Auszeichnungen, Anmerkungen) | Höchstplatzierung, Gesamtwochen, AuszeichnungChartplatzierungen (Jahr, Titel, Musiklabel, Platzierungen, Wochen, Auszeichnungen, Anmerkungen) | Höchstplatzierung, Gesamtwochen, AuszeichnungChartplatzierungen (Jahr, Titel, Musiklabel, Platzierungen, Wochen, Auszeichnungen, Anmerkungen) | Höchstplatzierung, Gesamtwochen, AuszeichnungChartplatzierungen (Jahr, Titel, Musiklabel, Platzierungen, Wochen, Auszeichnungen, Anmerkungen) | Anmerkungen                                           |
| Jahr | Titel Musiklabel                     | DE | AT | CH | UK | US | SE | Anmerkungen                                           |
| ---- | ------------------------------------ | --- | --- | --- | --- | --- | --- | ----------------------------------------------------- |
| 2021 | Live in Moscow Vertigo Records (UMG) | DE2 (15 Wo.)DE | AT*AT | CH12 (2 Wo.)CH | UK*UK | — | — | Erstveröffentlichung: 21. Mai 2021 * siehe Videoalbum |

## Singles
| Jahr | Titel Album                                     | Höchstplatzierung, Gesamtwochen, AuszeichnungChartplatzierungen (Jahr, Titel, Album, Platzierungen, Wochen, Auszeichnungen, Anmerkungen) | Höchstplatzierung, Gesamtwochen, AuszeichnungChartplatzierungen (Jahr, Titel, Album, Platzierungen, Wochen, Auszeichnungen, Anmerkungen) | Höchstplatzierung, Gesamtwochen, AuszeichnungChartplatzierungen (Jahr, Titel, Album, Platzierungen, Wochen, Auszeichnungen, Anmerkungen) | Höchstplatzierung, Gesamtwochen, AuszeichnungChartplatzierungen (Jahr, Titel, Album, Platzierungen, Wochen, Auszeichnungen, Anmerkungen) | Höchstplatzierung, Gesamtwochen, AuszeichnungChartplatzierungen (Jahr, Titel, Album, Platzierungen, Wochen, Auszeichnungen, Anmerkungen) | Höchstplatzierung, Gesamtwochen, AuszeichnungChartplatzierungen (Jahr, Titel, Album, Platzierungen, Wochen, Auszeichnungen, Anmerkungen) | Anmerkungen                                                   |
| Jahr | Titel Album                                     | DE | AT | CH | UK | US | SE | Anmerkungen                                                   |
| ---- | ----------------------------------------------- | --- | --- | --- | --- | --- | --- | ------------------------------------------------------------- |
| 2015 | Praise Abort Skills in Pills                    | DE42 (1 Wo.)DE | — | — | — | — | — | Erstveröffentlichung: 29. Mai 2015 Liveversion: 9. April 2021 |
| 2015 | Fish On Skills in Pills                         | — | — | — | — | — | — | Erstveröffentlichung: 9. Oktober 2015                         |
| 2018 | Mathematik F & M (Deluxe Edition)               | — | — | — | — | — | — | Erstveröffentlichung: 21. Dezember 2018 feat. Haftbefehl      |
| 2019 | Steh auf F & M                                  | DE8 (1 Wo.)DE | — | — | — | — | — | Erstveröffentlichung: 13. September 2019                      |
| 2019 | Ich weiß es nicht F & M                         | DE82 (1 Wo.)DE | — | — | — | — | — | Erstveröffentlichung: 1. November 2019 mit Ministry           |
| 2019 | Knebel F & M                                    | — | — | — | — | — | — | Erstveröffentlichung: 1. November 2019                        |
| 2019 | Frau & Mann F & M                               | — | — | — | — | — | — | Erstveröffentlichung: 22. November 2019                       |
| 2020 | Platz eins F & M                                | — | — | — | — | — | — | Erstveröffentlichung: 7. Februar 2020                         |
| 2021 | Allesfresser (Live in Moscow) Live in Moscow    | — | — | — | — | — | — | Erstveröffentlichung: 19. März 2021                           |
| 2021 | Blut (Live in Moscow) Live in Moscow            | — | — | — | — | — | — | Erstveröffentlichung: 23. April 2021                          |
| 2021 | Home Sweet Home (Live in Moscow) Live in Moscow | — | — | — | — | — | — | Erstveröffentlichung: 7. Mai 2021                             |

## Videoalben und Musikvideo

### Videoalben
| Jahr | Titel Musiklabel                     | Höchstplatzierung, Gesamtwochen, AuszeichnungChartplatzierungen (Jahr, Titel, Musiklabel, Platzierungen, Wochen, Auszeichnungen, Anmerkungen) | Höchstplatzierung, Gesamtwochen, AuszeichnungChartplatzierungen (Jahr, Titel, Musiklabel, Platzierungen, Wochen, Auszeichnungen, Anmerkungen) | Höchstplatzierung, Gesamtwochen, AuszeichnungChartplatzierungen (Jahr, Titel, Musiklabel, Platzierungen, Wochen, Auszeichnungen, Anmerkungen) | Höchstplatzierung, Gesamtwochen, AuszeichnungChartplatzierungen (Jahr, Titel, Musiklabel, Platzierungen, Wochen, Auszeichnungen, Anmerkungen) | Höchstplatzierung, Gesamtwochen, AuszeichnungChartplatzierungen (Jahr, Titel, Musiklabel, Platzierungen, Wochen, Auszeichnungen, Anmerkungen) | Höchstplatzierung, Gesamtwochen, AuszeichnungChartplatzierungen (Jahr, Titel, Musiklabel, Platzierungen, Wochen, Auszeichnungen, Anmerkungen) | Anmerkungen                                          |
| Jahr | Titel Musiklabel                     | DE | AT | CH | UK | US | SE | Anmerkungen                                          |
| ---- | ------------------------------------ | --- | --- | --- | --- | --- | --- | ---------------------------------------------------- |
| 2021 | Live in Moscow Vertigo Records (UMG) | DE*DE | AT1 (13 Wo.)AT | CH*CH | UK1 (13 Wo.)UK | — | — | Erstveröffentlichung: 21. Mai 2021 * siehe Livealbum |

### Musikvideos
| Jahr | Titel             | Regisseur(e)   |
| ---- | ----------------- | -------------- |
| 2015 | Praise Abort      | Zoran Bihać    |
| 2015 | Fish On           | Zoran Bihać    |
| 2018 | Mathematik        | Zoran Bihać    |
| 2019 | Steh auf          | Zoran Bihać    |
| 2019 | Ich weiß es nicht | Lukas Rudig    |
| 2019 | Knebel            | Zoran Bihać    |
| 2019 | Frau & Mann       | Sergey Minadze |
| 2019 | Ach so gern       | Zoran Bihać    |
| 2020 | Platz eins        | Zoran Bihać    |

## Promoveröffentlichungen
| Jahr | Titel Album                           | Anmerkungen                                                |
| ---- | ------------------------------------- | ---------------------------------------------------------- |
| 2020 | Allesfresser (UNKLE Reconstruction) – | Erstveröffentlichung: 13. März 2020 Amazon-Music-Exclusive |

## Statistik

### Chartauswertung
|                     | DE    | AT    | CH    | UK    | US    | SE    |
| ------------------- | ----- | ----- | ----- | ----- | ----- | ----- |
| Nummer-eins-Alben   | DE2DE | AT—AT | CH—CH | UK—UK | US—US | SE—SE |
| Top-10-Alben        | DE3DE | AT2AT | CH2CH | UK—UK | US—US | SE—SE |
| Alben in den Charts | DE3DE | AT2AT | CH3CH | UK2UK | US1US | SE2SE |

|                       | DE    | AT    | CH    | UK    | US    | SE    |
| --------------------- | ----- | ----- | ----- | ----- | ----- | ----- |
| Nummer-eins-Singles   | DE—DE | AT—AT | CH—CH | UK—UK | US—US | SE—SE |
| Top-10-Singles        | DE1DE | AT—AT | CH—CH | UK—UK | US—US | SE—SE |
| Singles in den Charts | DE3DE | AT—AT | CH—CH | UK—UK | US—US | SE—SE |

|                          | DE    | AT    | CH    | UK    | US    | SE    |
| ------------------------ | ----- | ----- | ----- | ----- | ----- | ----- |
| Nummer-eins-Videoalben   | DE—DE | AT1AT | CH—CH | UK1UK | US—US | SE—SE |
| Top-10-Videoalben        | DE—DE | AT1AT | CH—CH | UK1UK | US—US | SE—SE |
| Videoalben in den Charts | DE—DE | AT1AT | CH—CH | UK1UK | US—US | SE—SE |

### Auszeichnungen für Musikverkäufe
Anmerkung: Auszeichnungen in Ländern aus den Charttabellen bzw. Chartboxen sind in ebendiesen zu finden.
| Land/RegionAuszeichnungen für Musikverkäufe (Land/Region, Auszeichnungen, Verkäufe, Quellen) | Gold     | Platin | Verkäufe | Quellen           |
| -------------------------------------------------------------------------------------------- | -------- | ------ | -------- | ----------------- |
| Deutschland (BVMI)                                                                           | 2× Gold2 | —      | 200.000  | musikindustrie.de |
| Insgesamt                                                                                    | 2× Gold2 | —      |          |                   |